# Phoradendron falcifrons
Phoradendron falcifrons är en sandelträdsväxtart som först beskrevs av Hook. & Arn., och fick sitt nu gällande namn av August Wilhelm Eichler. Phoradendron falcifrons ingår i släktet Phoradendron och familjen sandelträdsväxter. Inga underarter finns listade i Catalogue of Life.